# Сринагар
Сринагар (урд. سرینگر) је град у Индији у држави Џаму и Кашмир. Према незваничним резултатима пописа 2011. у граду је живело 1.192.792 становника.

## Географија

### Клима
| Клима (Сринагар)           | Клима (Сринагар) | Клима (Сринагар) | Клима (Сринагар) | Клима (Сринагар) | Клима (Сринагар) | Клима (Сринагар) | Клима (Сринагар) | Клима (Сринагар) | Клима (Сринагар) | Клима (Сринагар) | Клима (Сринагар) | Клима (Сринагар) | Клима (Сринагар) |
| Показатељ \ Месец          | .Јан.            | .Феб.            | .Мар.            | .Апр.            | .Мај.            | .Јун.            | .Јул.            | .Авг.            | .Сеп.            | .Окт.            | .Нов.            | .Дец.            | .Год.            |
| -------------------------- | ---------------- | ---------------- | ---------------- | ---------------- | ---------------- | ---------------- | ---------------- | ---------------- | ---------------- | ---------------- | ---------------- | ---------------- | ---------------- |
| Средњи максимум, °C (°F)   | 7,0 (44,6)       | 8,2 (46,8)       | 14,1 (57,4)      | 20,5 (68,9)      | 24,5 (76,1)      | 29,6 (85,3)      | 30,1 (86,2)      | 29,6 (85,3)      | 27,4 (81,3)      | 22,4 (72,3)      | 15,1 (59,2)      | 8,2 (46,8)       | 19,7 (67,5)      |
| Просек, °C (°F)            | 2,5 (36,5)       | 3,8 (38,8)       | 8,8 (47,8)       | 14,2 (57,6)      | 17,7 (63,9)      | 22,3 (72,1)      | 24,1 (75,4)      | 23,5 (74,3)      | 19,8 (67,6)      | 14,1 (57,4)      | 8,1 (46,6)       | 3,4 (38,1)       | 13,5 (56,3)      |
| Средњи минимум, °C (°F)    | −2,0 (28,4)      | −0,7 (30,7)      | 3,4 (38,1)       | 7,9 (46,2)       | 10,8 (51,4)      | 14,9 (58,8)      | 18,1 (64,6)      | 17,5 (63,5)      | 12,1 (53,8)      | 5,8 (42,4)       | 0,9 (33,6)       | −1,5 (29,3)      | 7,3 (45,1)       |
| Количина падавина, mm (in) | 48 (18,9)        | 68 (26,8)        | 121 (47,6)       | 85 (33,5)        | 68 (26,8)        | 39 (15,4)        | 62 (24,4)        | 76 (29,9)        | 28 (11)          | 33 (13)          | 28 (11)          | 54 (21,3)        | 710 (279,5)      |
| [ тражи се извор ]         |                  |                  |                  |                  |                  |                  |                  |                  |                  |                  |                  |                  |                  |

## Становништво
Према незваничним резултатима пописа, у граду је 2011. живело 1.192.792 становника.
| 1991.   | 2001.   | 2011.     |
| ------- | ------- | --------- |
| 702.478 | 898.440 | 1.192.792 |